# وقتی بابا رفته بود مأموریت
وقتی بابا رفته بود مأموریت (به (زبان صربی کرواتی: Otac na službenom putu, Отац на службеном путу) فیلمی است از امیر کوستوریتسا که در سال ۱۹۸۵ ساخته شد و جایزه نخل طلای جشنواره فیلم کن را به دست آورد.

## خلاصه داستان
داستان فیلم درباره پسربچه‌ای ۶ ساله به نام مالک (با بازی مورنو د بارتولی) است که در اوایل دهه ۵۰ میلادی در سارایوو زندگی می‌کند. رابطه اتحاد جماهیر شوروی استالینیستی و یوگسلاوی دوران مارشال تیتو تیره و تار است. بعضی از شهروندان شبانه دستگیر و ناپدید می‌شوند. پدر مالک (با بازی میکی مانویلوویچ) که کارمند وزارت کار است نیز یکی از همین ناپدیدشدگان است. خانواده مالک می‌گویند او به دلیل عقاید سیاسی‌اش «به مأموریت رفته است». اما واقعیت این است که او و برادرزنش هر دو به یک زن جوان علاقه‌مندند و برادر زن که عضو حزب کمونیست است برایش پاپوش می‌دوزد و او به عنوان مجازات به کار در معدن محکوم می‌شود. داستان که از دیدگاه مالک روایت می‌شود با لحنی طنزآلود به مشکلات این خانواده در گیر و دار اوضاع بد اقتصادی می‌پردازد.

## جایزه‌ها
- برنده نخل طلای جشنواره فیلم کن (۱۹۸۵)
- نامزد اسکار بهترین فیلم خارجی (۱۹۸۶)
- نامزد گلدن گلاب بهترین فیلم خارجی (۱۹۸۶)